# Château d'Arlod
Le château d'Arlod est un ancien château fort, du XIIIe siècle, centre de la seigneurie d'Arlos puis centre de châtellenie, qui se dressait sur le territoire de l'ancienne commune d'Arlod, dans le département de l'Ain, en région Auvergne-Rhône-Alpes. Ses ruines sont visibles lors de la vidange du barrage de Génissiat.

## Localisation
Les vestiges du château sont situés sur la commune de Bellegarde-sur-Valserine à deux kilomètres au sud, dans le cours du Rhône, au village d'Arlod, dans le département français de l'Ain.
Arlod, véritable tête de pont de par sa situation, a fait l'objet aux XIIIe et XIVe siècles, de multiples querelles entre les comtes de Genève, de Savoie et les seigneurs de Gex. Il se situait à environ 330 mètres d'altitude en contrebas du village et de son église dédiée à saint Nicolas. Il protégeait un pont fortifié du Moyen Âge, remplacé ensuite par une passerelle, où était perçu un péage, qui franchissait le fleuve à cet endroit. Le château occupait, avant qu'il ne soit englouti, l'extrémité du plateau, protégé naturellement sur deux de ses côtés par un à pic et qu'un large fossé, côté ouest, creusé de main d'homme isolait du village. Il se dressait alors à 25 mètres au-dessus du passage entre les deux rives du fleuve sur un rocher escarpé que l'on avait dû entailler pour ménager un chemin sous le roc en surplomb.

## Historique
Selon Guichenon, malgré l'existence d'une famille du nom d'Arlos qui en portaient le nom, le château relevait de la maison de Savoie. Pour Guigue et Louis Blondel, la seigneurie aurait bien été la possession de la famille d'Arlod ou d'Arloz, dont le plus ancien membre connu à ce jour est un certain Raymond d'Arlod, chanoine, qui vivait en 1188.
La seigneurie est au début du XIIe siècle la possession des comtes de Genève. En 1237 elle passe à Pierre II de Savoie ; en effet les fils du comte Guillaume II de Genève, Rodolphe et Henri, rompent une trêve et attaquent Pierre de Savoie, prévôt de Genève. Son frère, Amédée IV de Savoie, adjuge alors la seigneurie au dit Pierre et condamne le comte de Genève à verser une amende de 20 000 marcs. En 1242, convention est passé entre le comte Guillaume et Pierre de Savoie. Ce dernier est mis entièrement en possession du château et peut le restaurer ainsi que le fortifier comme bon lui semble et s'engage à ne point attaquer le comte jusqu'à la Toussaint contre l'engagement que le comte ne renforcera pas davantage la maison forte qu'il détient au-dessus d'Arlod.
En 1245, un Jean d’Arlod traite avec le prieur de Nantua ; son fils accompagne Saint Louis à la croisade ; c’est de lui que descendent les d’Arloz, seigneurs de Leyment (maison forte de la Servette, Leyment).
Le château fait de nouveau l'objet de contestation en 1250 et en 1260, mais il reste aux mains de Pierre de Savoie, qui le remet à Pierre d'Arlod.
En 1266, Guillaume d'Arlod, fait hommage de ses biens qu'il détient en Michaille à Pierre de Savoie, excepter le château d'Arlod qui lui avait été remis par le comte de Savoie sous réserve de pouvoir tenir le château avec ses troupes en cas de guerre.
En 1277, le mandement ainsi que l'hommage d'Arlod sont vendues par Léonette de Gex à Béatrice de Faucigny et passent ensuite des mains de cette dernière à celles des comtes de Savoie. En 1287 c'est Guy de Rossillon qui a la jouissance du château, sous la suzeraineté des comtes de Savoie.
À la fin du XIIIe siècle, ou au début du XIVe siècle les comtes de Savoie l’unissent à leurs domaines et en font un siège de châtellenie. Ces terres formèrent, dès le XVe siècle, l'apanage de plusieurs cadets de la maison de Savoie,.
En 1305, le prince héritier Édouard de Savoie diligente deux « serviteur » en reconnaître les défenses. Arlod à cette époque faisait partie des forteresses du comte de Genève que ce dernier avait établi sur les axes vitaux de son état, à savoir une voie de recoupement comprenant la maison forte de la Balme et le château de la Bâthie, tous deux sur la commune de La Balme-de-Sillingy et Arlod avec les routes reliant le lac du Bourget et le lac Léman, et la route entre le lac Léman et le lac d'Annecy,.
En 1434, elle est donnée en apanage à Philippe de Savoie, comte de Genève, 3e fils du duc Amédée VIII de Savoie. La seigneurie d'Arlos après avoir fait retour au duc fut de nouveau comprise dans l'apanage de Janus de Savoie, comte de Genève, 3e fils du duc Louis Ier de Savoie, puis dans celui de Jacques-Louis de Savoie, comte de Genève et marquis de Gex, 4e fils d'Amédée IX de Savoie et finalement de Philippe de Savoie, duc de Nemours, comte de Genevois, fils du duc Philippe II de Savoie, duquel descendent les ducs de Nemours et de Genevois.
À la suite du Traité de Lyon, conclu en 1601, entre le roi Henri IV et le duc Charles-Emmanuel Ier de Savoie, le château, comme il est stipulé dans le 3e article du traité est conservé par le roi de France, avec d'autres lieux situés au-delà du Rhône. Le roi en confie alors la garde à une garnison. Blondel nous dit qu'après l'annexion du Bugey par la France, la terre d'Arlod reste à la maison de Savoie.
Le 20 mars 1716, le roi Victor-Amédée II de Savoie, l'aliène à demoiselle Louise-Marguerite Arrigina, en titre de baronnie, qui la vend à Jean-Baptiste-Antoine Bouillet de Cry, syndic général de la noblesse du Bugey, le 11 octobre 1759 et dont la famille la détenait encore en 1789.
Un pont enjambant le Rhône permettait de passer en Savoie. Il y avait paroisse et toute justice haute, moyenne et basse.

## Description
Les ruines, décrites comme assez considérables, ont été relevées en 1929 par Louis Blondel dans son ouvrage, Châteaux de l'ancien diocèse de Genève (1978).
À partir de 1325, grâce aux comptes de châtellenie qui nous sont parvenus, nous connaissons les travaux qui y furent réalisés. Ces derniers portent principalement sur le pont que des chutes de pierres ou les crues détruisaient régulièrement. Avant son remplacement par une passerelle amovible, le pont était protégé par un pont-levis avec deux portes, actionnés par une corde de 15 toises enroulées sur une roue et actionnée à partir du château. Du château, par une poterne, un escalier discret taillé dans le rocher complété par des degrés en charpente permettait un accès direct au pont.
On sait que les toitures sont faites de tuiles de bois et de pierre. Le chemin neuf menant de l'église d'Arlod au château fait, en 1346, l'objet de travaux ; on retaille à cette occasion 24 degrés en pierre. Les fossés l'isolant du village sont de 1353 à 1355 élargis ; on brèche alors le rocher. Le mur d'enceinte ainsi que la porte principale sont réparés.
L'accès à l'enceinte du château, dont les murs étaient flanqués aux angles de tourelles ou échiffe et de galeries coursières, se faisait dans l'angle sud-ouest. Après avoir franchi une première porte que surmontait une échiffe, on débouchait dans une barbacane, « recès », et l'on franchissait une seconde porte que défendait une tour, « muete » avant d'accéder dans une vaste cour dans laquelle se trouvait un jardin. Dans cet espace clos par ces deux portes se trouvait un four. Les logis donnant sur cette cour étaient quant à eux accolés au mur faisant face au village. Une salle inférieure au rez-de-chaussée, des caves, une cuisine, une étable pouvaient encore être vus, avec au premier la grande salle, camera domini, lors des relevés de 1929. À l'état de nos connaissances actuelles ce château n'avait pas de donjon ; il est fait uniquement mention d'une guette en bois, « gaytia », sur l'un des angles du logis qui était le seul élément qui dépassait des murs hauts.
Aujourd'hui, ses ruines, recouvertes de moules, englouties depuis 1948 par la retenue créée, ne sont visibles que lors de la vidange du barrage de Génissiat.

## Châtellenie d'Arlod
Le château d’Arlod est le siège d'une châtellenie, dit aussi mandement (mandamentum). Il s’agit plus particulièrement d’une châtellenie comtale, relevant directement du comte de Genève.
Au cours du XIVe siècle, les comtes de Savoie, qui ont obtenu le contrôle de la Semine, unissent Arlod (commune actuelle de Bellegarde-sur-Valserine) et « la tour et le bourg de Châtel sur les Usses ». Les archives départementales disposent ainsi des comptes de châtellenie de 1325 et 1551, permettant de connaître une partie du nom des châtelains pour le comte de Savoie.
Dans le comté de Genève, le châtelain comtale est nommé par le comte et possède de nombreux pouvoirs,. Avec l’intégration au comté de Savoie, à partir de 1401, celui-ci devient un « [officier], nommé pour une durée définie, révocable et amovible »,. Il est chargé de la gestion de la châtellenie ou mandement, il perçoit les revenus fiscaux du domaine, et il s'occupe de l'entretien du château. Le châtelain est parfois aidé par un receveur des comptes, qui rédige « au net [...] le rapport annuellement rendu par le châtelain ou son lieutenant ». Le châtelain est parfois aidé par un receveur des comptes, qui rédige « au net [...] le rapport annuellement rendu par le châtelain ou son lieutenant ».